# Білоруські новели
«Білоруські новели» — радянська художня кінозбірка з двох новел 1943 року, знята режисерами Володимиром Корш-Сабліним і Юрієм Таричем.

## Сюжет
Героїко-патріотична кінозбірка, що складається з двох новел: «Бджілка», «На поклик матері».

## У ролях
- Яніна Жеймо — Бджілка («Бджілка»)
- Борис Блінов — Зарічний, командир танкової роти, капітан («На поклик матері»)
- Сергій Гребенников — танкіст («На поклик матері»)
- Павло Герага — партизан («Бджілка»)
- Георгій Светлані — дід Андрон, партизан («Бджілка»)
- Олександр Віолінов — німець («Бджілка»)
- Петро Соболевський — німець («Бджілка»)
- Микола Дубинський — Мирон Фаталінський, танкіст, кулеметник («На поклик матері»)
- Анатолій Алексєєв — танкіст («На поклик матері»)
- Петро Алейников — танкіст («На поклик матері»)
- Федір Федоровський — танкіст («На поклик матері»)
- Олена Ануфрієва — полонена селянка («На поклик матері»)
- Анна Павлова — полонена селянка («На поклик матері»)
- Леонід Кулаков — німець («На поклик матері»)
- Тетяна Говоркова — епізод («На поклик матері»)
- Борис Феодос'єв — німецький офіцер («На поклик матері»)

## Знімальна група
- Режисери — Володимир Корш-Саблін, Юрій Тарич
- Сценаристи — Михайло Берестинський, Володимир Корш-Саблін, Михайло Блейман, Сигізмунд Навроцький
- Оператор — Олександр Сігаєв
- Композитор — Олексій Клум
- Художники — Артур Бергер, Віктор Пантелєєв